# Prawo Izaaka Newtona
Prawo Izaaka Newtona – utwór z repertuaru zespołu Skaldowie, skomponowany przez Andrzeja Zielińskiego, z tekstem Leszka Aleksandra Moczulskiego, nagrany w styczniu 1970 roku na czwartą płytę zespołu – Od wschodu do zachodu słońca. Ponadto Skaldowie nagrali ten utwór ponownie, w listopadzie tego samego roku, z tekstem niemieckim, w studiu w Berlinie.
Kompozycja jest zwierciadłem awangardowych poszukiwań formalnych, podjętych na przełomie 1969 i 1970 roku przez Andrzeja Zielińskiego, na bazie inspiracji ówczesną muzyką amerykańską (z którą zetknął się w czasie dwumiesięcznego tournée po Stanach Zjednoczonych), a także możliwości brzmieniowych świeżo zakupionych organów Hammonda. Te czynniki spowodowały radykalną zmianę brzmienia zespołu, kierując ich ku jeszcze ambitniejszym, bardziej rozbudowanym formom muzycznym. "Prawo Izaaka Newtona" zawiera w sobie esencję tych przemian – utwór aż skrzy się od zmian charakteru, cechuje go olbrzymi ambitus dynamiczny i emocjonalny. Właściwie każdy fragment wiersza Moczulskiego otrzymuje inne opracowanie muzyczne. Kompozycja rozpoczyna się zwrotką, śpiewaną przez Andrzeja Zielińskiego jedynie przy akompaniamencie pojedynczych gitarowych akordów, wspieranych dyskretną partią organów w tle. Koniec tego fragmentu obwieszcza riff gitary basowej, w rytmice ciążącej ku muzyce latynoskiej, co po chwili podchwytuje reszta zespołu, wprowadzając typową bossanovę, na której tle kolejny fragment tekstu realizowany jest w towarzyszeniu fortepianowych improwizacji. Następujący po chwili łącznik – polifonię wokalu prowadzącego i chórków, na tle narastającej dynamiki i obsady (dołącza się sekcja dęta, oraz ponownie organy Hammonda) wprowadza potężny refren, o nieregularnym schemacie metrycznym, z wybijającymi się na pierwszy plan instrumentami dętymi i ekspresyjną partią organów. Kolejny łącznik, śpiewany przez Jacka Zielińskiego i Konrada Ratyńskiego stanowi stopniowe rozładowanie napięcia i wyciszenie – jednak nie na długo, gdyż kolejny basowy riff, podejmowany jest przez kwartowe współbrzmienia Hammonda, zwielokrotnione jeszcze przez perkusję, doprowadza do następnej zwrotki, w której melodii wokalu przeciwstawiona jest kontrapunktująca partia zespołu, z silnymi akcentami, w konwencji hard rocka. Potem poszczególne fragmenty utworu zostają powtórzone w tej samej kolejności, zaś po kolejnej (trzeciej) zwrotce, i pełnym napięcia zatrzymaniu na akordzie dominantowym, następuje typowo barokowa kadencja, wirtuozowsko wykonana przez Andrzeja Zielińskiego na organach Hammonda, przy dużym pogłosie. Coda to wybuch ekspresji całej obsady wykonawczej.
Utwór był wykonywany na koncertach zespołu, na początku lat siedemdziesiątych. W tej formie utrwalony został na nagraniu, z koncertu dla radia WDR w Kolonii, w lutym 1972 roku, gdzie część tekstu śpiewana była po niemiecku. Po latach ten koncert ukazał się na CD "Live in Germany 1972", nakładem wydawnictwa Kameleon Records.

## Muzycy, biorący udział w nagraniu
- Andrzej Zieliński – organy Hammonda, fortepian, śpiew;
- Jacek Zieliński – śpiew, instrumenty perkusyjne, trąbka (tylko w nagraniu koncertowym z 1972 r.)
- Konrad Ratyński – gitara basowa, śpiew;
- Jerzy Tarsiński – gitara;
- Jan Budziaszek – perkusja;
- Sekcja dęta pod dyrekcją Andrzeja Zielińskiego